# Келибия
 Тази статия е за града в Тунис.  За района вижте Келибия (район).  
Келибия (на арабски: قليبية) е град в североизточната част на Тунис, административен център на район Келибия във вилает Набил.

## География
Има население от 51 910 жители според преброяването от 2014 г.
Разположен е на брега на Средиземно море, на около 100 километра източно от столицата Тунис.

## История
Основан е в края на IV век пр.н.е. под името Клипея от сиракузкия тиран Агатокъл, а след това е картагенско владение. През 580 г. крепостта е издигната наново и укрепена като византийска след края на вандалската война.